# Fadrique de Portugal i de Noronha
Fadrique de Portugal i de Noronha (també anomenat Frederic de Portugal) (Vila Viçosa, 1465 - Barcelona, 15 de gener de 1539) fou un religiós i alt funcionari hispano-portuguès. Va ser lloctinent de Catalunya durant el regnat de Carles I.

## Biografia
Fill d'Alfons de Braganza, primer comte de Faro, i de Maria de Noronha i Sousa, comtessa d'Odemira, descendent d'Enric II de Castella i de Ferran I de Portugal. La seva germana Guiomar de Portugal va casar-se amb l'infant Enric d'Aragó i Pimentel. Es va graduar en lleis i dret canònic i es va formar com a clergue. Va ser canonge de Sogorb, arribant aviat a ser bisbe de Calahorra, de Segòvia i de Sigüenza. Mitjançant la vinculació familiar de la seva germana, entrà en contacte amb Ferran el Catòlic de qui va ser conseller a la mort de la reina Isabel. Va ser un dels clergues que més va combatre la successió de Joana la Boja i, mort Ferran, va donar suport incondicional a Carles I que el va mantenir com a Conseller.
El 1525, Carles I l'anomenà Lloctinent de Catalunya i Capità General de Catalunya, Cerdanya i Rosselló. Va haver d'encarar les amenaces de França i dels turcs, encapçalats per Barbarossa. Fou present a la sortida de l'expedició victoriosa a Tunis (1535) i a les corts generals de Barcelona del 1528, les corts de Montsó de 1533 i de 1537. Precisament, va ser acusat d'abusos de poder i per l'ús que en feia de la inquisició pels diputats a les Corts de Montsó de 1533. En 1532 va ser nomenat arquebisbe de Saragossa, encara que mai no va visitar la ciutat i, posteriorment, abat comendatari de Ripoll (1490-1504).
Va ser enterrat a la Catedral de Santa Maria de Sigüenza, després de ser traslladat des de Barcelona, al mausoleu que porta el seu nom.